# Minaselates paradoxa
Minaselates
Genre
Espèce
Minaselates paradoxa, unique représentant du genre Minaselates, est une espèce d'escargots terrestres de la sous-famille des Epiphragmophorinae (en) (famille des Xanthonychidae).

## Taxonomie et phylogénie
Le genre Minaselates et l'espèce Minaselates paradoxa ont été décrits en 2017 par les malacologistes Maria Gabriela Cuezzo (d) et Meire Silva Pena (d), à partir de spécimens collectés dans le parc national des cavernes de Peruaçu (d) dans l’État de Minas Gerais (Sud-Est du Brésil).
Minaselates est un genre monospécifique érigé pour abriter Minaselates paradoxa, et l'un des sept genres actuellement inclus dans la sous-famille des Epiphragmophorinae (en). Il est apparemment étroitement lié au genre Epiphragmophora (en), mais sa coquille peut en être distinguée par la sculpture de sa protoconque (la coquille embryonnaire), le contour de son apex, les microsculptures complexes de la coquille adulte et l'ombilic fermé fusionné avec la paroi de la coquille. En ce qui concerne les parties molles, la présence d'un rein long et fin qui s'étend sur plus de la moitié de la longueur de la cavité pulmonaire, ainsi qu'un caecum flagellaire et une mâchoire lisse distinguent également Minaselates d'Epiphragmophora.

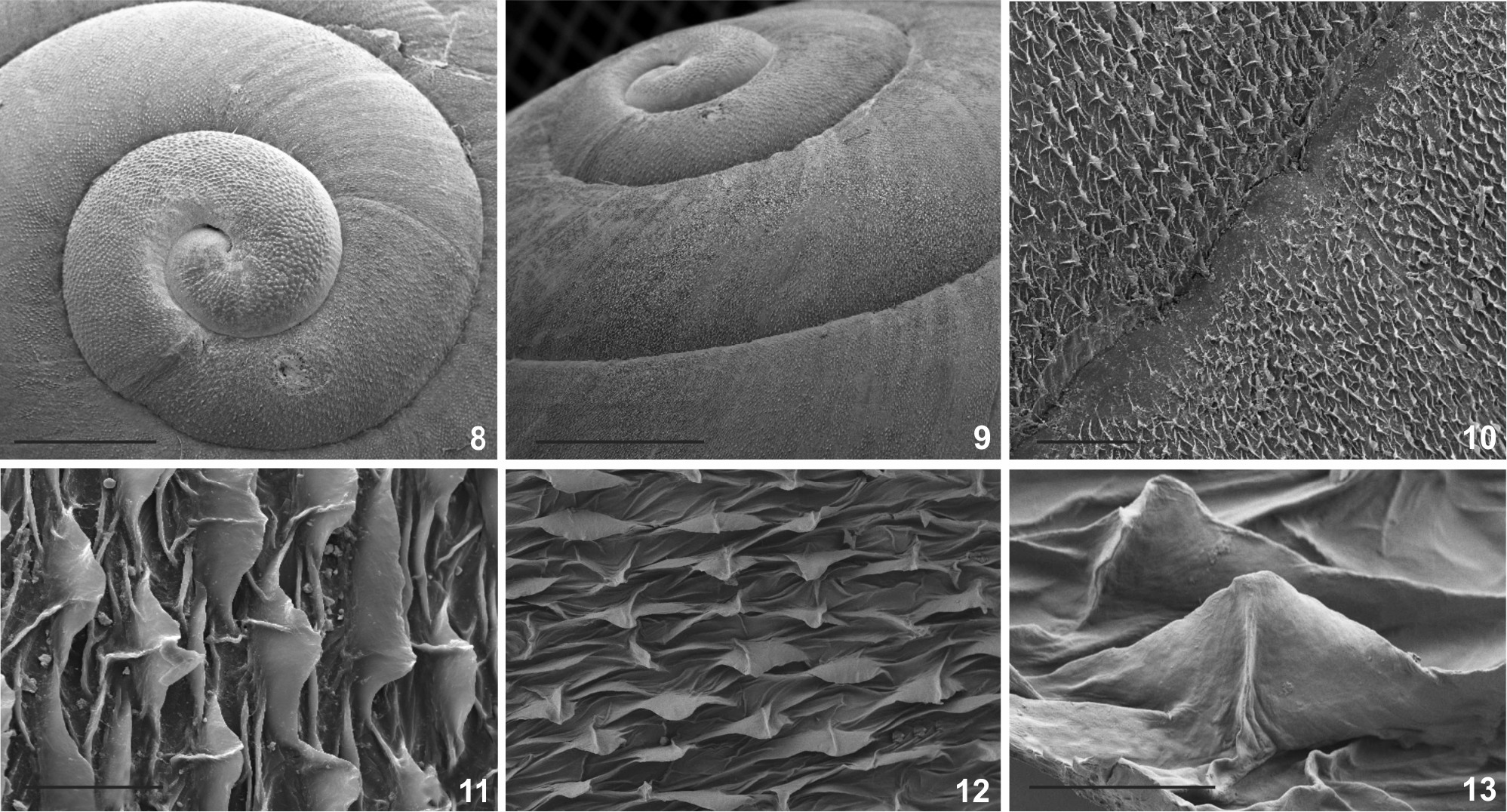
Vue en microscopie électronique de la protoconque (images 8 et 9, en haut à gauche) et détails des microstructures du reste de la coquille.

## Description
Le diamètre maximal moyen est d'environ 28,5 mm et le plus petit diamètre de 25,6 mm. La coquille présente une coloration brun pâle avec trois spirales marquées de bandes marron plus foncées.

## Étymologie
Le nom générique, Minaselates, fait référence à l’État de Minas Gerais où a été trouvée l'espèce type suivi du grec ancien selates, « escargot ».
L'épithète spécifique, paradoxa, du latin paradoxon, lui-même issu du grec ancien παράδοξος, paradoxos, « opposé au sens commun », fait référence au fait que cette espèce de la famille des Epiphragmophorinae n'était pas censée se rencontrer dans le Minas Gerais.

## Publication originale
- (en) Maria Gabriela Cuezzo et Meire Silva Pena, « Minaselates, a new genus and new species of Epiphragmophoridae from Brazil (Gastropoda: Stylommatophora: Helicoidea) », Zoologia, Pensoft Publishers (d), vol. 34,‎ 27 avril 2017, p. 1-12 (ISSN 1984-4670 et 1984-4689, OCLC 319343357, DOI 10.3897/ZOOLOGIA.34.E13230, lire en ligne).